# Бричоли (Кјети)
Бричоли (итал. Briccioli) је насеље у Италији у округу Кјети, региону Абруцо.
Према процени из 2011. у насељу је живело 238 становника. Насеље се налази на надморској висини од 332 м.